# François Phoebus
Pour les articles homonymes, voir Phébus.
François Febus, aussi appelé François-Phébus ou François-Phœbus, né à Mazères en 1467, mort à Pau le 29 janvier 1483, est roi de Navarre (1479-1483).

## Biographie

### Famille
Il est fils de Gaston de Foix (v. 1443-1470), (appelé « Gaston V de Foix » par certains auteurs), vicomte de Castelbon, prince de Viane (1462-1470), lieutenant général de Navarre (1469), et de Madeleine de France (sœur du roi de France Louis XI).
Il nait durant l'année 1467, probablement au château de Mazères, dans le comté de Foix. En effet, l'historien André Favyn rapporte en 1612 qu'il « fut nourry à Mazeres, au Comté de Foix ». Son oncle Pierre de Foix, futur cardinal, est chargé de son éducation.
À la mort de son père en 1470, il devient héritier immédiat de son grand-père Gaston IV, comte de Foix et vicomte de Béarn et se retrouve en seconde position dans la ligne de succession de son arrière-grand-père Jean II, pour le royaume de Navarre, après sa grand-mère Éléonore.

### Règne
En 1472, à la mort de son grand-père Gaston IV, François Phoebus devient comte de Foix et vicomte de Béarn et souverain de nombreux autres territoires : Bigorre, Marsan, Gabardan, Andorre... Étant encore enfant, sa mère Madeleine de France, assure la régence. Elle prête hommage le 26 février 1473 à Plessis-lèz-Tours à son frère le roi de France Louis XI, au nom de son fils, pour les comtés de Foix et de Bigorre et les vicomtés de Marsan, Gabardan et Nébouzan. Le Béarn, considéré comme souverain, n'est pas concerné par cet hommage. François Phoebus réside désormais en Béarn.
En 1479, coup sur coup, meurent le roi Jean II (le 19 janvier à Barcelone) puis la reine Éléonore (le 12 février à Tudela), respectivement arrière-grand-père et grand-mère de François Phoebus et souverains de Navarre. François Phoebus devient roi de Navarre alors qu'il n'a que 12 ans. Dès lors sa mère assure aussi la régence dans ce royaume empêtré dans une guerre civile. Celle-ci envoie d'abord le cardinal Pierre de Foix gouverner la Navarre avec le titre de vice-roi puis s'y rend elle-même pour assurer le trône à son fils. Pour ce faire elle rencontre à Saragosse, en août 1479, le roi Ferdinand le Catholique, arbitre de la péninsule Ibérique. Les hostilités entre factions ayant cessé, le jeune roi François Phoebus peut alors faire le voyage à Pampelune où il est solennellement couronné le 9 décembre 1481. Dans les semaines suivantes il fait la tournée des principales villes du royaume. Il quitte la Navarre en février 1482 pour retourner en Béarn où il préside la célébration des États du Béarn tenue à Pau le 24 novembre suivant.
- - François Fébus, roi de Navarre
- - Louis XI, roi de France
- - Isabelle Ire, reine de Castille
- - Ferdinand II, roi d'Aragon
- - Jean II, roi du Portugal
- - Moulay Hassan, roi de Grenade

Le royaume de Navarre et ses voisins en 1481:
- François Fébus, roi de Navarre
- Louis XI, roi de France
-, reine de Castille
-, roi d'Aragon
- Jean II (roi de Portugal), roi du Portugal
- Moulay Hassan, roi de Grenade

Dans l'intervalle, son éventuel mariage devient un enjeu international. En effet, son oncle Louis XI souhaiterait le marier à Jeanne de Castille, veuve depuis peu d'Alphonse V de Portugal et qui se réclame héritière légitime du royaume de Castille contre Isabelle la Catholique. Averti de ce projet, Ferdinand le Catholique, grand-oncle du roi de Navarre et époux d'Isabelle, propose un mariage entre François Phoebus et sa fille cadette Jeanne âgée d'à peine trois ans.
Au milieu de ces projets survient la mort prématurée de François Phoebus le 30 janvier 1483 à Pau, à l'âge de seize ans. Il aurait été victime de la tuberculose. Cependant le bruit courut qu'il fut empoisonné en voulant jouer avec une flûte, sa mort ayant été douloureuse et fulgurante. Il est inhumé dans la cathédrale de Lescar, nécropole des vicomtes de Béarn. Sa jeune sœur Catherine devient alors reine de Navarre.

## États de la Couronne de Navarre

### Possession effective
L'avènement de François Phoebus au trône de Navarre marque l'aboutissement du projet d'alliance entre le royaume de Navarre et la maison de Foix. Une première tentative avait eu lieu en 1402 lors du mariage de l'héritière de Navarre Jeanne avec Jean Ier de Foix mais était restée sans effets. À partir de 1479, l'union dynastique est scellée en la personne de François Phoebus. Le royaume de Navarre, affaibli par la guerre civile et privé de ses possessions féodales extérieures (duché de Nemours), retrouve un potentiel pour constituer une puissance politique fondée sur deux États souverains contigus : le royaume de Navarre et la souveraineté de Béarn. Le tout étant entouré d'un ensemble de fiefs relativement compact et bénéficiant d'une continuité territoriale, ce qui avait manqué lors des périodes "Navarre-Champagne" ou "Navarre-Évreux". Ce nouvel ensemble Navarre-Béarn-Foix, contemporain de l'État bourguignon (auquel faisait défaut un titre royal), a vocation à s'agrandir sous le règne des successeur de François Phoebus (alliance avec la Maison d'Albret).

États de la Couronne de Navarre en 1479.
Haute-Navarre
Basse-Navarre
Territoire occupé par la Castille depuis 1463
Principaux fiefs de la Maison de Foix
Principaux fiefs de la Maison d'Albret

États de la Couronne de Navarre (1479-1483):
- États souverains
  - Royaume de Navarre
  - Co-seigneurie d'Andorre
- Fiefs se voulant souverains
  - Vicomté de Béarn
  - Seigneurie de Donezan
- Fiefs vassaux du roi de France
  - Comté de Foix (pairie)
  - Comté de Bigorre
  - Vicomté de Marsan
  - Vicomté de Tursan
  - Vicomté de Gabardan
  - Vicomté de Nébouzan
- Fiefs vassaux du roi d'Aragon
  - Vicomté de Castelbon
- Branches cadettes de la maison de Foix-Navarre
  - Branche des vicomtes de Narbonne
  - Branche des vicomtes de Lautrec
  - Branche des comtes de Candale

### Territoires revendiqués
La titulature officielle de François Phoebus mentionne aussi de nombreux territoires revendiqués comme légitimes mais perdus lors de la guerre de Cent Ans, de la guerre civile de Navarre ou de la guerre civile catalane.
- Titres revendiqués:
  - Duché de Nemours
  - Duché de Montblanc
  - Duché de Gandie
  - Duché de Peñafiel
  - Comté de Ribagorce
  - Seigneurie de Balaguer

Ces titres continuent d'être revendiqués par tous les successeurs de François Fébus.

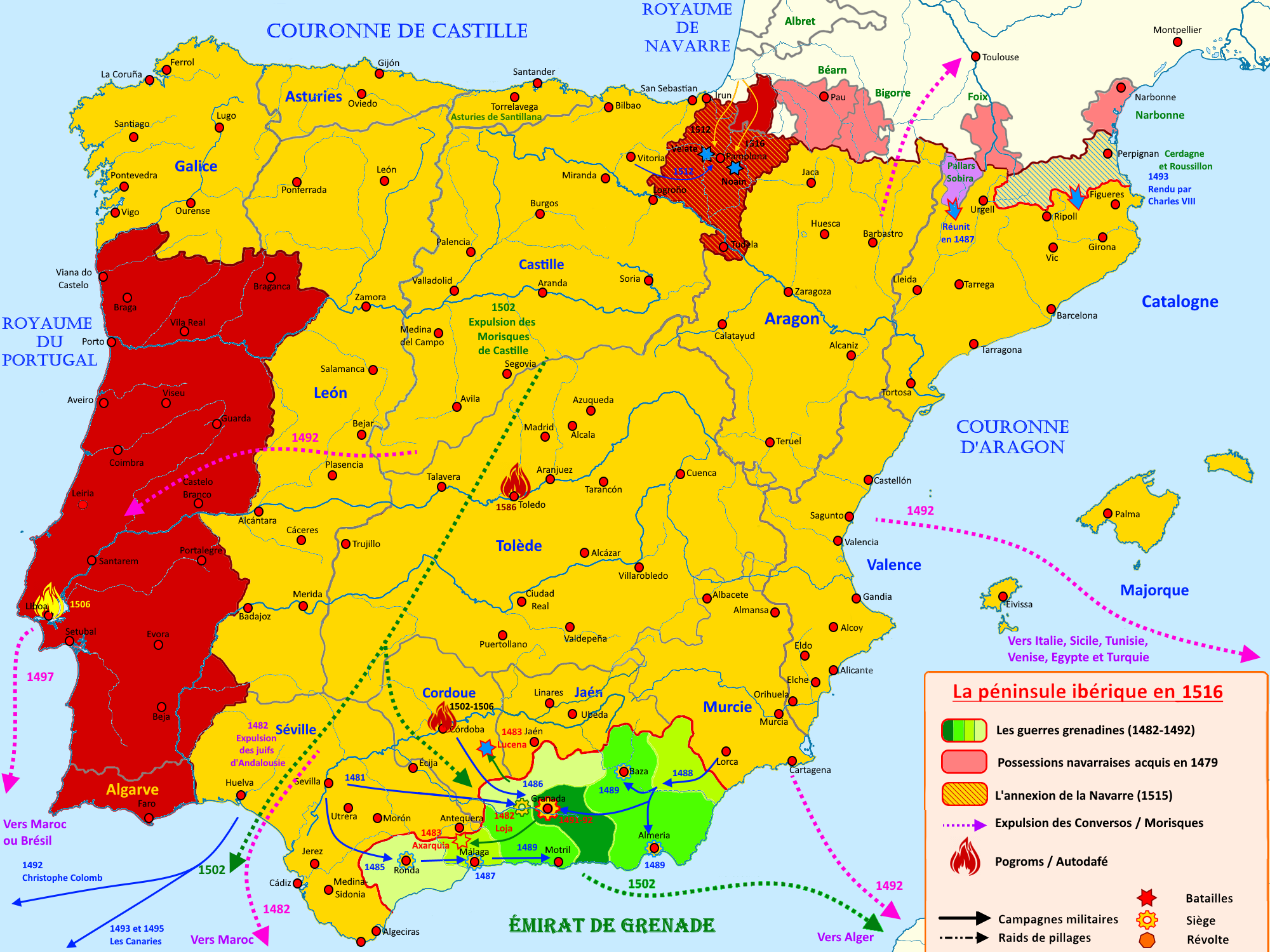
Le royaume de Navarre de 1479 à 1516

## Titulature
La titulature complète de François Phoebus apparait dans son testament rédigé (en gascon) le 29 janvier 1483:
- « lo Tres-Serenissimi, & Tres illustre Seignour Mosseignour Francez Phebus, par la Gracie de Diu Rey de Nauarre, Duc de Nemours, de Monblanc, de Candie, & de Peñefiel, & per la medixe gracie, Comte de Foix, Seignour de Bearn, Comte de Vegorre, & Riuegorce, Viscomte de Castelbon, de Marsan, de Nebouzan, de Gauardan, Seignour de la Ciutat de Balaguer, & par de France, &c. ».